# Pere Lastortras i Vila
Pere Lastortras i Vila (Mataró, 16 de gener de 1774 - Barcelona, 27 de juny de 1809) fou un manyà executat a Barcelona després de la Conspiració de l'Ascensió durant l'ocupació napoleònica.

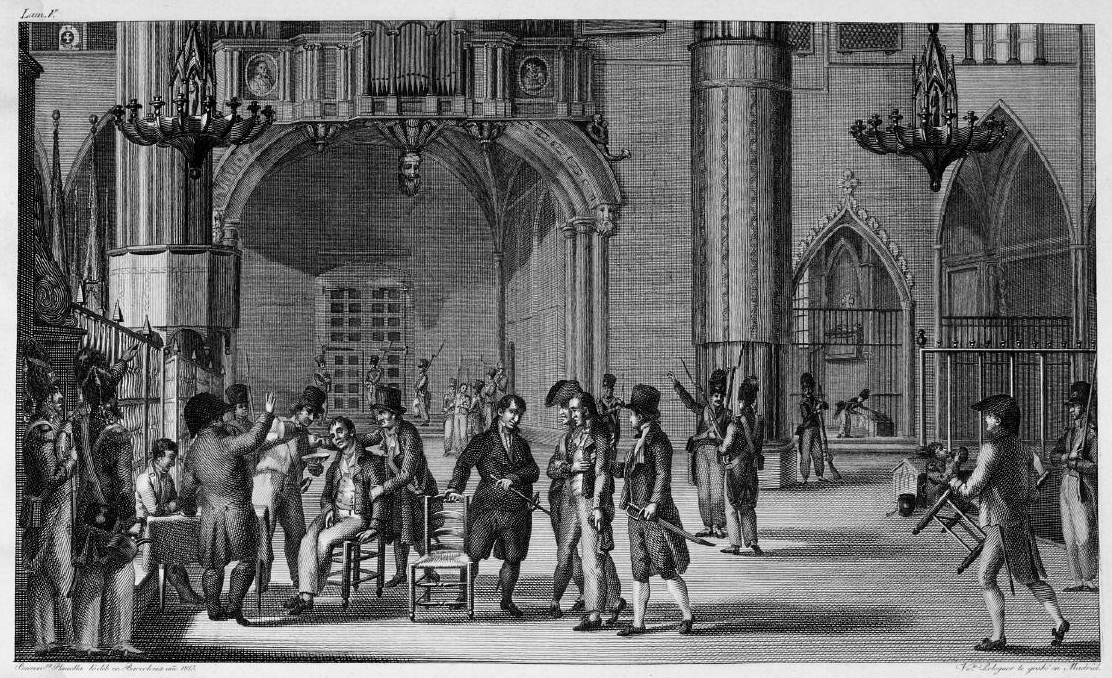
Dibuix de Bonaventura Planella sobre la detenció de Mas, Portet i Lastortras a la Catedral de Barcelona, després de tres dies amagats a l'orgue.

Nascut el 16 de gener de 1774 a Mataró, a cal Torner, fill del torner Josep Lastortras i Caterina Vila, vinguts de Torelló a treballar en l'església de Santa Maria.
Entre el 12 i el 14 de maig de 1809 tingué lloc a Barcelona un pla per rebel·lar-se contra els governadors francesos de la ciutat, conegut com a Conspiració de l'Ascensió, que fracassà per la traïció d'uns col·laboradors italians. Foren detingudes 18 persones, de les quals cinc van ser condemnades a mort, Joaquim Pou, Joan Gallifa, Josep Navarro, Salvador Aulet i Joan Massana, fent-se les execucions el 3 de juny de 1809.
El mateix dia de les execucions, tres ciutadans - Ramon Mas, Julià Portet i Pere Lastortras - van començar a tocar a sometent la campana Tomasa de la Catedral de Barcelona. Les tropes franceses entraren a la seu a prendre'ls, però durant tres dies els campaners rebels es van poder amagar rere les manxes de l'orgue. Segons s'indica, al final van sortir amb la promesa que serien perdonats, encara que van ser presos i condemnats també a mort, executats finalment el 27 de juny de 1809, essent enterrats en el fossar de Sant Felip Neri.
L'any 1927 li fou dedicat el carrer de Verdaguer i Callís, abans Montjuïc de Sant Pere, al barri de Sant Pere de la ciutat de Barcelona. El 1930 el carrer va tornar a dir-se de Verdaguer i Callís, el 1940 el carrer fou de nou Pedro Lastortras i, definitivament, des del 1979 tornà a ser de Verdaguer i Callís. Després d'aquest darrer canvi de nom, Pere Lastortras és l'únic dels herois de 1809 sense un carrer dedicat a la ciutat.
També en record dels fets, el 1941 es va inaugurar el Monument als Herois de 1809, a la plaça Garriga i Bachs, a tocar de la Catedral. El grup escultòric només presenta els cinc executats el 3 de juny de 1809, però la placa també recorda els tres que van ser morts el 27 de juny següent per haver tocat a sometent.

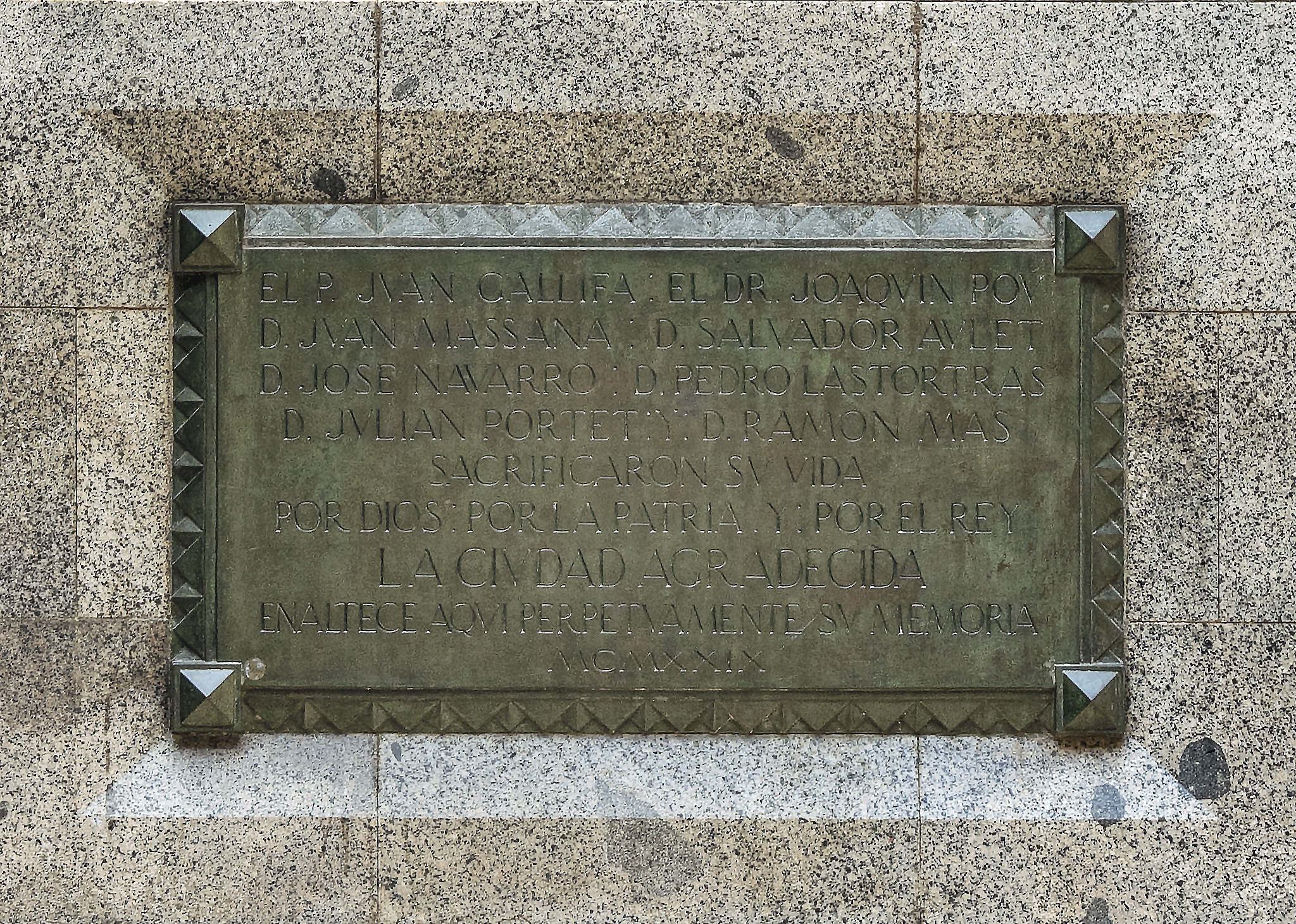
Placa amb els noms dels executats del Monument als Herois de 1809